# Örsjö församling, Lunds stift
Örsjö församling var en församling i Lunds stift och i Skurups kommun. Församlingen uppgick 2002 i Villie församling.

## Administrativ historik
Församlingen har medeltida ursprung. 
Församlingen var till 2002 annexförsamling i pastoratet Villie och Örsjö som från 1962 även omfattade Slimminge församling, Solberga församling och Katslösa församling. Församlingen uppgick 2002 i Villie församling.

## Kyrkor
- Örsjö kyrka